# Oreopanax hypargyreus
Oreopanax hypargyreus är en araliaväxtart som beskrevs av Joseph Decaisne, Jules Émile Planchon och Hermann Harms. Oreopanax hypargyreus ingår i släktet Oreopanax och familjen Araliaceae. Inga underarter finns listade.